# Гуров Олександр Олексійович
Гуров Олександр Олексійович (нар. 7 квітня, 1971, Жданов) — український професійний боксер першої важкої ваги.

## Спортивна кар'єра
Олександр Гуров розпочав заняття боксом з 12 років. Тренувався у Сергія Бахмутова і Михайла Зав'ялова.
Володар Кубку СРСР (1990), чемпіон України (1992, 1993), переможець ряду міжнародних турнірів.
1993 року взяв участь в змаганнях на чемпіонаті світу, але зазнав поразки в першому бою.
27 березня 1993 року провів перший бій на професійному рингу. За час з 1993 року по 2012 провів 48 боїв.
Гуров вигравав титули:
- чемпіона України серед професіоналів
- чемпіона Європи за версією EBU
- чемпіона СНД та слов'янських країн за версією WBC
- інтерконтинентального чемпіона за версією WBA
- інтерконтинентального чемпіона за версією IBF
- чемпіона Asia Pasific за версією WBO

22 лютого 1997 року Олександр Гуров першим з українських боксерів за часів Незалежності отримав шанс стати чемпіоном світу серед професіоналів, зустрівшись в бою з чемпіоном світу за версією WBA в першій важкій вазі американцем Нейтом Міллером. Бій був нетривалим — вже в другому раунді Гуров тричі опинявся в нокдауні і рефері зупинив поєдинок.
Через 6 років Гуров отримав другий шанс заволодіти чемпіонським титулом, але 1 березня 2003 року в бою проти чемпіона світу за версією WBA француза Жан-Марка Мормека поступився технічним нокаутом у 8 раунді.
В кар'єрі Гурова є перемоги над німцями Торстеном Маєм і його братом Рудігером Маєм в боях за титул чемпіона Європи.
16 грудня 2005 року зустрічався в бою за титул чемпіона Європи з британцем Девідом Хеєм, який тільки розпочинав професіональну кар'єру, і програв йому нокаутом в першому раунді.
Після завершення виступів Гуров працював тренером в Маріуполі.